# Lophopyxis
Lophopyxis, monotipski biljni rod smješten u vlastitu poreodicu Lophopyxidaceae, dio reda malpigijolike. Jedina vrsta, L. maingayi, raste po Novoj Gvineji i Solomonovim Otocima.